# Lurio
Lurio là một chi nhện trong họ Salticidae.

## Hình ảnh